# 崔師訓
崔師訓（1550年10月4日—1613年9月18日），譜名廷訓，字惟承，號習軒，別號弘臺，直隸寧國府太平縣（今属安徽省黄山市）人，明朝政治人物。

## 生平
少贫，喜读书，深明易理，受知于沈蛟门（沈一贯）。萬曆十九年（1591年）辛卯科應天鄉試舉人。萬曆二十六年（1598年），登戊戌科會試第二名，二甲第八名進士。兵部觀政，二十九年授户部主事，监管崇文门税收，税吏不敢上下其手。再管易州粮仓，每岁额外溢金近万，悉簿留公帑，一时清誉沸腾。万历三十一年癸卯（1603）典蜀试，所取士皆醇正尔雅。三十五年歷升员外郎、郎中，三十七年擢山东济南道副使，清介自持，如易州时。四十年迁福建参政，巡视海防，必亲历其境。巡抚材其廉敏，檄署左布政事，卒于官。遗裹仅数十金。

## 著作
有《龙山遗稿》数十卷。